# ASV Hertha Wien
Der Allgemeine Sport-Verein Hertha war ein Fußballverein aus dem Bezirk Favoriten in Wien, der von 1904 bis zu seiner Auflösung im Jahre 1940 existierte. Insgesamt spielte der Verein 17 Saisonen in der österreichischen Meisterschaft um den Titel mit. Seine Vereinsfarben waren Blau-Weiß.

## Geschichte

### Gründung und Aufstieg
Der ASV Hertha wurde im Jahre 1904 von einigen Spielern der Jugendmannschaft des SpC Rudolfshügel, die sich vom Verein abgelöst hatten, gegründet. Im Jahre 1907 erfolgte der Eintritt in den Österreichischen Fußballverband, wo der Fußballklub in die 2. Klasse eingeteilt wurde. Im Spieljahr 1910/11 konnte schließlich der Aufstieg in die 1. Klasse gelingen, kurz bevor in der Saison 1911/12 erstmals eine offizielle österreichische Meisterschaft ausgetragen wurde. Damit war der ASV Hertha Gründungsmitglied der Meisterschaft.
Der Aufstieg war jedoch durchaus umstritten. Meister der 2. Klasse in der Spielsaison 1910/11 wurde eigentlich der Rennweger SV. Zahlreiche andere Mannschaften protestierten, da das Spielfeld der Rennweger in der Länge um einen Meter zu kurz war. Dem Protest wurde stattgegeben, alle Heimspiele des Klubs wurden mit 0:3 strafverifiziert und der RSV an die letzte Stelle der Liga gereiht. So wurde der ASV Hertha Meister der 2. Klasse, nachdem er sich noch in einigen zusätzlich angesetzten Qualifikationsspielen um den Aufstieg in die 1. Klasse durchsetzen konnte.

### Die ersten Jahre in der Meisterschaft
Der ASV Hertha erwischte einen guten Start in die erste Meisterschaftssaison. Gleich das erste Spiel gegen Viktoria Wien endete 5:1 für den Verein. Insgesamt waren die damaligen österreichischen Spitzenvereine doch zu stark für den Aufsteiger, sodass man sich am Ende der Saison am 8. Platz, dem ersten Nichtrelegationsplatz, wieder fand. Der Bezirksrivale SpC Rudolfshügel protestierte gegen diese Wertung. Er hat gleich viele Punkte in der Meisterschaft wie der ASV Hertha geholt, lag aber, da er einen Sieg weniger zu verzeichnen hatte, nur auf dem 10. Platz und musste deshalb in die Relegation. Grund für den Protest war, dass ein Sieg der Hertha auf ein eigentlich verlorengegangenes aber strafverifiziertes Spiel gegen den First Vienna FC 1894 zurückzuführen war. Man entschloss sich deshalb, eine Vorqualifikation durchführen zu lassen. Der ASV Hertha trat gegen den SpC Rudolfshügel an, der Verlierer musste in die Relegation. Hertha gewann mit einem Gesamtergebnis von 6:2 aus zwei Spielen und verblieb somit in der ersten Klasse. Letztendlich konnte sich aber auch der SpC Rudolfshügel klar in der Relegation durchsetzen.
In der Folgesaison lief es für den Verein bedeutend schlechter. Nur drei Siege aus 18 Spielen wollten gelingen. Dies bedeutete den letzten Platz. Vier Spiele wurden jedoch gegen den ASV Hertha strafverifiziert, da man nichtberechtigte Spieler eingesetzt hatte. In den Relegation gegen den Meister der 2. Klasse, SC Wacker Wien, konnte man sich jedoch mit 4:2 behaupten. Nach einer weiteren schlechten Saison, in der man Vorletzter wurde, konnte man in der ersten Kriegssaison 1914/15 mit einem 5. Platz aufhorchen lassen. Der Erste Weltkrieg setzte dem Verein jedoch sehr zu. Man verlor sein Heimstadion und konnte auch in sportliche Hinsicht kaum glänzen. 1915/16 setzte es 16 Niederlagen in 18 Spielen. Es begann eine wenig ruhmreiche Serie von drei letzten Plätzen in Folge und nur einem einzigen Sieg pro Saison in der Meisterschaft. Da die Abstiegsregel während des Krieges außer Kraft gesetzt war, konnte der ASV Hertha stets in der obersten österreichischen Liga verbleiben.

### Wiederbeginn und Auf und Ab nach dem Ersten Weltkrieg
Nach Kriegsende erholte sich der ASV Hertha rasch und erreichte in der Meisterschaft ganz gute Platzierungen. Höhepunkt war wiederum ein 5. Platz im Jahre 1921. Danach ging es jedoch wieder schleichend bergab. 1922 wurde man noch Sechster, dann Achter und fand sich schließlich im Jahre 1924 auf einem Abstiegsplatz wieder. Man hatte jedoch ein wenig Pech, da genau in der Abstiegssaison auf Grund einer Ligaverkleinerung drei Mannschaften, und somit auch die Hertha, abstiegen. Auch hätte ein Sieg am letzten Spieltag gegen die Amateure für den Klassenerhalt gereicht.
In der zweiten Liga konnte sich der ASV Hertha sofort durchsetzen und stieg im Jahre 1925 gemeinsam mit dem Floridsdorfer AC wieder in die erste Liga auf. Diese erwies sich jedoch als zu stark für den Verein. Als Letzter musste man in der nächsten Spielsaison umgehend wieder absteigen. In der zweiten Liga präsentierte sich der Fußballklub umso stärker. Mit 103 Toren in 24 Spielen und nur einer Niederlage marschierte man 1927 wieder umgehend in die erste Liga.

### Das Ende
Dieses Mal konnte man sich jedoch wieder in der höchsten Spielklasse etablieren. Mit einem 6. Platz bei 13 Vereinen zeigte die Mannschaft wieder alte Stärken auf. Auch im Cup machte man durch das Erreichen des Halbfinales auf sich aufmerksam. Im Viertelfinale gelang es sogar, das Spiel auf der Hohen Warte gegen den österreichischen Rekordmeister Rapid Wien nach Rückstand zu drehen und 3:1 für sich zu entscheiden. Doch der Erfolg währte nur kurz; das Ende kam umso rascher. 1929 reichte es nur noch für den 9. Platz, ein Jahr später belegte man wiederum nur den letzten Rang in der Tabelle. Diesmal ging die Talfahrt des Vereins jedoch auch in der zweiten Liga weiter. Zunächst schied man nach enttäuschenden Ergebnissen freiwillig aus und löste sich im Jahre 1940 schließlich komplett auf.

## Bekannte Spieler
Der wohl berühmteste Spieler des Vereins war Matthias Sindelar. Er trat im Jahre 1918 in die Nachwuchsmannschaft des ASV Hertha ein und debütierte 1922 erstmals in der Kampfmannschaft. Besonders seine Knieprobleme machten ihm in dieser Zeit zu schaffen. Bereits im Sommer 1924 wurde Sindelar von den „Amateuren“ abgeworben, wo er zu dem wohl besten Fußballspieler Österreichs avancierte.
Das zweite große Talent, das der Verein hervorbrachte, war Josef „Pepi“ Bican. Der spätere österreichische und tschechoslowakische Nationalspieler begann im Alter von 10 Jahren mit dem Fußballspiel beim ASV Hertha, wechselte als 15-Jähriger zu einem kleinen Unterhausverein und spielte dort dermaßen überzeugend, dass er 1928 als erst 17-jähriges Sturmtalent von Rapid Wien verpflichtet wurde. Bican gilt heute als der zweitbeste österreichische Fußballspieler aller Zeiten, wurde von vielen ehemaligen Fußballgrößen seiner Zeit aber sogar über Matthias Sindelar gestellt. Im Gegensatz zu dem eher ernsten und introvertierten Sindelar galt Pepi Bican als aufgeschlossener, lustiger Lebemensch, aber auch als „Problemkind“, für den Fußball eher eine untergeordnete Rolle in seinem Leben spielte.
- Heinrich Bělohlávek (1910er)
- Franz Cisar (1926–1928)
- Vinzenz Dittrich (1925–1930)
- Karl Ostricek (1920er)
- Rudolf Raftl (1928–1929)
- Roman Schramseis (1922–1926)

## Erfolge
- 17 × Erstligateilnahme: 1912–1924, 1926, 1928–1930
- 1 × Meister Zweite Liga: 1927
- 1 × Pokalhalbfinale: 1928